# La Révolte de Caïn
La Révolte de Caïn (titre original : Cain Rose Up) est une nouvelle de Stephen King parue en 1985 dans le recueil de nouvelles Brume. Elle est parue initialement en 1968 dans la revue littéraire américaine Ubris éditée par l'université du Maine.

## Résumé
Curt Garrish est un étudiant qui vient de passer son dernier examen de l'année. Il croise d'autres étudiants et les imagine morts tout en conversant mécaniquement avec eux. Arrivé dans sa chambre universitaire, il s'empare de son fusil à lunette et se poste à sa fenêtre. Il abat plusieurs personnes tandis que d'autres étudiants tambourinent à sa porte en croyant qu'il est en train de se suicider.

## Genèse
La nouvelle a été publiée initialement dans le numéro de printemps 1968 de la revue littéraire Ubris, éditée par l'université du Maine. Elle est ensuite parue dans le recueil Brume. Cette histoire écrite alors que Stephen King était à l'université fait écho à « la frustration que ressentaient beaucoup d'étudiants à cette époque » et a été inspirée par l'histoire de Charles Whitman.